# Cuba aux Jeux olympiques de 1900
Cuba est représentée par un escrimeur cubain vivant à Paris aux Jeux olympiques d'été de 1900 à Paris en France.
C'était la première apparition d'une nation latine aux Jeux olympiques modernes avec un titre pour Ramón Fonst.

## Résultats

### Escrime
| Compétition | Place | Escrimeur   | Tour 1            | Quart de finale            | Rêpechage | Demi-Finale            | Finale    |
| ----------- | ----- | ----------- | ----------------- | -------------------------- | --------- | ---------------------- | --------- |
| Épée        | 1er   | Ramón Fonst | 1re place Poule D | 3e place Quart de finale D | NC        | 3e place Demi-finale B | 1re place |
| Épée        | 2e    | Ramón Fonst | NC                | NC                         | NC        | NC                     | NC        |